# Gerd Dengler
Gerd Dengler (* 23. November 1939 in Karlsbad, Reichsgau Sudetenland) ist ein deutscher Maler. 
Gerd Dengler studierte Malerei bei Erich Glette an der Akademie der Bildenden Künste München. 
Von 1975 bis 2005 lehrte er als Professor für Malerei, Grafik und Kunsterziehung an der Akademie der Bildenden Künste München. Er lebt und arbeitet in Wiesbach und Fahlenbach.
Dengler widmete sich ab 1982 dem Aufbau der renommierten Sommerakademie Neuburg an der Donau, der er als künstlerischer Leiter lange Zeit vorstand.